# Louey
Louey – miejscowość i gmina we Francji, w regionie Oksytania, w departamencie Pireneje Wysokie.
Według danych na rok 1990 gminę zamieszkiwało 779 osób, a gęstość zaludnienia wynosiła 129 osób/km² (wśród 3020 gmin regionu Midi-Pyrénées Louey plasuje się na 424. miejscu pod względem liczby ludności, natomiast pod względem powierzchni na miejscu 1408.).